# Olympische Jugend-Sommerspiele 2014/Teilnehmer (Palästina)
| Gelbes Symbol für Goldmedaillen mit stilisierten Olympischen Ringen | Graues Symbol für Silbermedaillen mit stilisierten Olympischen Ringen | Braundes Symbol für Bronzemedaillen mit stilisierten Olympischen Ringen |
| ------------------------------------------------------------------- | --------------------------------------------------------------------- | ----------------------------------------------------------------------- |
| —                                                                   | —                                                                     | —                                                                       |

Die Jugend-Olympiamannschaft aus Palästina für die II. Olympischen Jugend-Sommerspiele vom 16. bis 28. August 2014 in Nanjing (Volksrepublik China) bestand aus vier Athleten.

## Athleten nach Sportarten

### Leichtathletik
| Mädchen - Suha Zawahra 1500 m: DNF (kein Start im Finallauf) 8 × 100 m Mixed: 39. Platz | Jungen - Sufyan Hamdan 1500 m: DNF (kein Start im Finallauf) 8 × 100 m Mixed: 46. Platz |

### Schwimmen
| Mädchen - Shayma Farhan 50 m Freistil: 44. Platz 50 m Brust: 32. Platz | Jungen - Anas Altamari 50 m Freistil: 41. Platz |